# Dilophus tricuspidatus
Dilophus tricuspidatus är en tvåvingeart som beskrevs av Hardy 1982. Dilophus tricuspidatus ingår i släktet Dilophus och familjen hårmyggor. Inga underarter finns listade i Catalogue of Life.